# La Chapelle-Saint-Sépulcre
La Chapelle-Saint-Sépulcre là một xã trong tỉnh Loiret, vùng Centre-Val de Loire bắc trung bộ nước Pháp. Xã này nằm ở khu vực có độ cao từ 102-137 mét trên mực nước biển.